# 한스 에게데

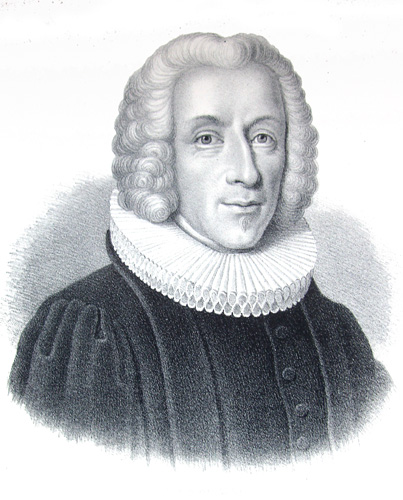
한스 에게데

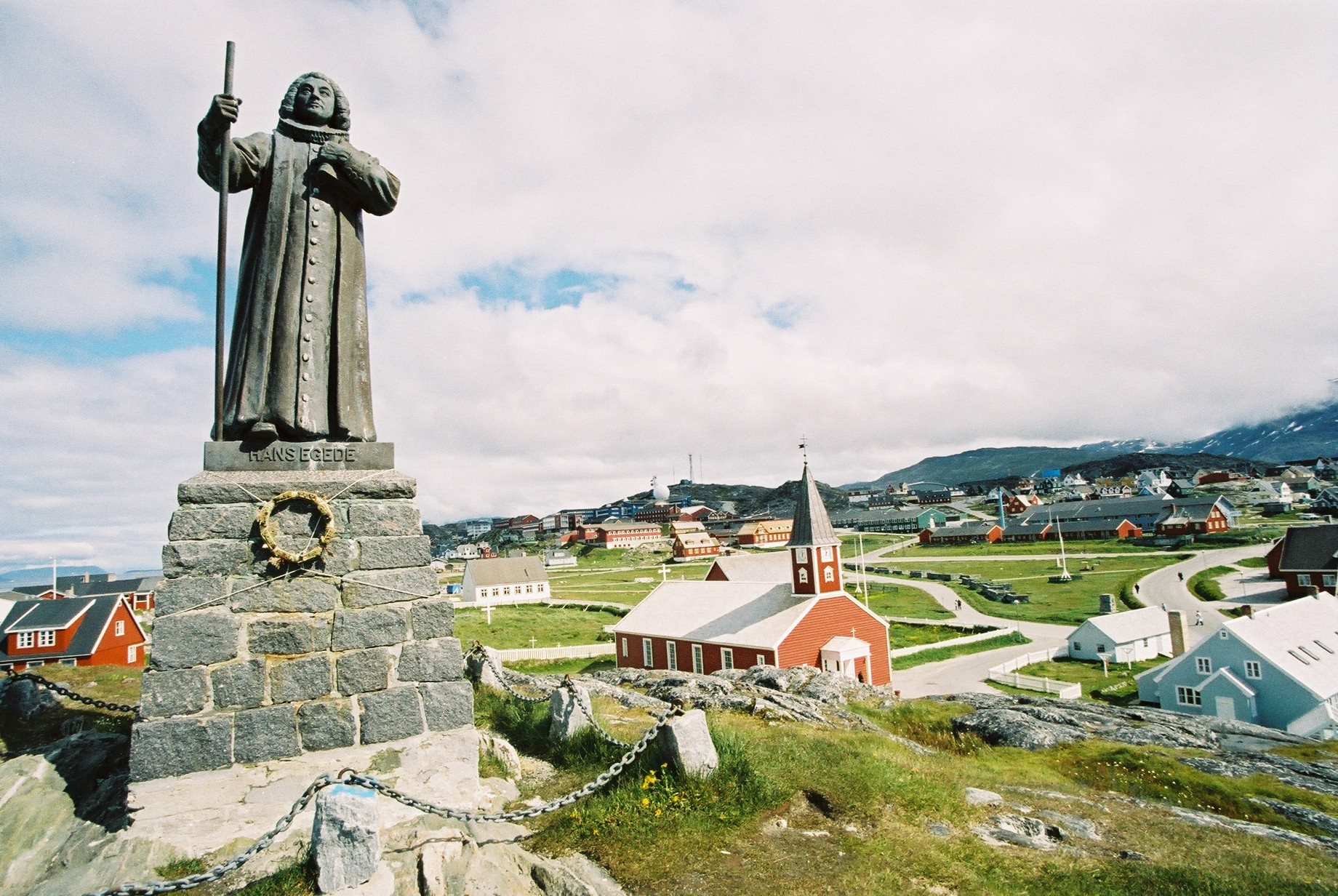
그린란드 누크에 설립된 한스 에게데 동상

한스 포울센 에게데(덴마크어: Hans Poulsen Egede, 노르웨이어: Hans Poulsen Egede, 1686년 1월 31일 ~ 1758년 11월 5일)는 덴마크와 노르웨이의 루터교 선교사이자 탐험가이다. "그린란드의 사도"라는 별칭으로 부르기도 한다.
그린란드의 원주민인 이누이트를 상대로 한 성공적인 선교 활동을 전개했고 수백 년 동안 단절되어 있던 덴마크와 노르웨이의 섬들에 대한 관심을 되살린 공로를 인정받고 있다. 또한 그린란드의 수도인 누크를 설립하기도 했다.

## 생애
한스 에게데는 1686년 1월 31일에 노르웨이 하르스타에서 공무원의 아들로 태어났다. 한스 에게데의 할아버지는 덴마크 셸란섬 남부에 위치한 베스테르에게데(Vester Egede) 마을에서 교구 목사로 근무했다. 한스 에게데는 루터교 성직자로 근무하던 삼촌으로부터 교육을 받았다.
한스 에게데는 1704년에 코펜하겐 대학교에 입학하기 위해 덴마크 코펜하겐으로 여행을 떠났으며 그곳에서 신학 학사 학위를 받았다. 대학교 졸업 이후에 노르웨이 힌뇌위아섬으로 돌아왔고 1707년 4월에 사제 서품을 받은 이후에 로포텐 제도 교구에 배정되었다. 한스 에게데는 1707년에 루터교 선교사인 게르트루 라스크(Gertrud Rask)와 결혼했다. 한스 에게데는 게르트루 라스크와의 사이에서 2명의 아들(파울(Paul), 닐스(Niels)), 2명의 딸(키르스티네(Kirstine), 페트로넬레(Petronelle))을 두었다.
한스 에게데는 로포텐 제도에서 수 세기 전에 연락이 끊겼던 그린란드의 고대 노르드인 정착촌에 대한 이야기를 들었다. 한스 에게데는 1711년부터 덴마크-노르웨이의 프레데리크 4세 국왕에게 식민지를 탐사하고 선교사를 파견할 수 있도록 허락을 받았는데 이는 덴마크와 노르웨이에서 일어난 종교 개혁 이후에 로마 가톨릭교회 신자로 남아 있거나 기독교 신앙에 완전히 빼앗긴 것으로 추정된다. 프레데리크 4세 국왕은 적어도 부분적으로나마 그린란드에서의 식민지 주장을 재정립하는 데에 동의했다.
한스 에게데는 노르웨이 베르겐의 상인으로부터 자본금 9,000달러, 덴마크-노르웨이의 국왕으로부터 200달러, 왕립 선교 대학교로부터 연간 300달러의 보조금을 받으면서 베르겐 그린란드 회사(Det Bergen Grönlandske Compagnie)를 설립했다. 이 회사는 반도를 통치할 수 있는 광범위한 권한을 부여받았고 자신의 육해군을 육성하고 세금을 징수하여 독자적인 법률 집행이 가능했다. 하지만 덴마크-노르웨이의 국왕과 의회는 네덜란드 공화국을 적대시할 것을 우려하여 그린란드의 포경과 무역에 대한 독점권을 주지 않았다.
1721년 5월 2일에는 한스 에게데와 그의 아내, 4명의 자녀, 그 외의 40명의 식민지 개척자들을 태운 호베트호(Haabet, '희망'이라는 뜻)와 2척의 작은 배가 베르겐을 출발했다. 한스 에게데 일행은 1721년 7월 3일에 그린란드 누프캉게를루아(Nuup Kangerlua)에 도착하여 캉게크(Kangeq)에 이동식 주택을 설립하고 호베츠콜로니(Haabets Colonie, '희망의 식민지'라는 뜻)를 설립했는데 한스 에게데는 이 곳에 '희망의 섬'(Haabet Oe)이라는 세례명을 부여했다.
한스 에게데는 노르드인의 아메리카 식민화 개척자들의 후손을 몇 달 동안에 걸쳐 찾아다녔고 현지에 거주하던 이누이트들의 언어인 그린란드어를 연구하기 시작했다. 하지만 이누이트들은 상대로 한 선교 활동은 쉽지 않았기 때문에 주님의 기도와 같은 기독교 문헌에 대해서는 약간의 상상력을 가미했다. 한스 에게데의 가족들은 1722년에 덴마크-노르웨이의 프레데리크 4세 국왕이 부과한 새로운 세금을 통해 조달받은 자금을 이용하여 2척의 보급선을 구입했다. 1723년에는 고대 노르드인의 동방 정착지였던 에위스트리뷔그드의 교회와 유적을 답사했고 1724년에는 자신의 자녀들에게 루터교로 개종하는 세례 의식을 거행했다.
1728년에는 클라우스 포르스(Claus Paarss) 소령이 지휘하는 덴마크-노르웨이 왕실 원정대가 보급선 4척을 이끌고 그린란드에 도착했다. 이들은 캉게크 식민지를 본토 반대편으로 이전하고 그린란드 남서부에 고트호프 요새(Godthåb, '좋은 희망'이라는 뜻)를 건설했다. 또한 한스 에게데가 추가 공급 물량을 활용하여 본가 내에 루터교 예배당을 지을 수 있도록 했다. 한스 에게데는 1729년에 저서 《옛 그린란드의 새로운 발견》(노르웨이어: Det gamle Grønlands nye Perlustration)을 출간하여 여러 언어로 번역했다.
1733년에는 모라비아 형제회가 덴마크-노르웨이 왕실의 승인을 통하여 그린란드에 선교사를 파견했다. 보급선을 타고 그린란드에 도착한 이들은 오늘날 누크의 전신인 뉘에헤른후트(Nye-Hernhut) 기지를 설립했다. 또한 야코브 세베린(Jacob Severin)은 1733년부터 1749년까지 그린란드의 무역을 독점하기도 했다. 하지만 1734년부터 그린란드에 거주하던 이누이트인들 사이에서 천연두가 유행하고 있었고 1735년에는 한스 에게데의 아내였던 게르트루 라스크가 천연두로 사망했다. 한스 에게데는 1736년에 게르트루 라스크의 유해를 덴마크로 옮겨 매장하는 대신에 자신의 아들인 파울 에게데를 그린란드에 남겨두었다.
한스 에게데는 덴마크 코펜하겐에서 그린란드 선교 신학교(Seminarium Groenlandicum)의 감독관으로 근무했고 1741년에는 루터교 그린란드 주교로 임명되었다. 1747년에는 그린란드에서 사용하기 위한 교리 문답을 완성했다. 1758년 11월 5일에 덴마크 팔스테르섬에 위치한 스투베쾨빙(Stubbekøbing) 마을에서 향년 72세를 일기로 사망했다.
한스 에게데는 "그린란드의 수호성인"으로 여겨지고 있으며 그린란드 누크에는 한스 에게데 동상이 건립되어 있다. 한스 에게데의 둘째 아들인 닐스 에게데는 1759년에 그린란드에 자신의 이름을 딴 에게데스민데(Egedesminde, 현재의 아시아트)를 설립했다. 덴마크 코펜하겐에 위치한 프레데리크 교회에는 한스 에게데 동상이 건립되어 있다.

## 사진

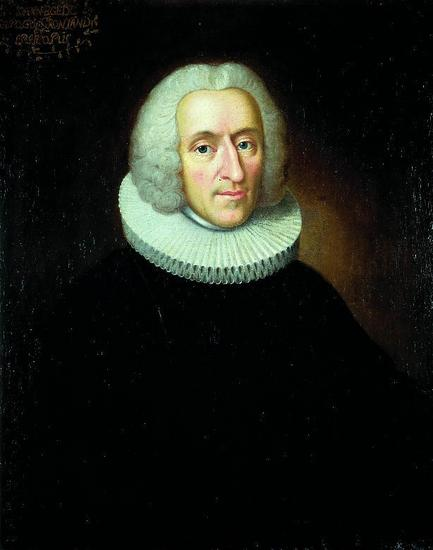
덴마크의 화가인 요한 회르네르(Johan Hörner)가 1745년경에 제작한 한스 에게데의 초상화
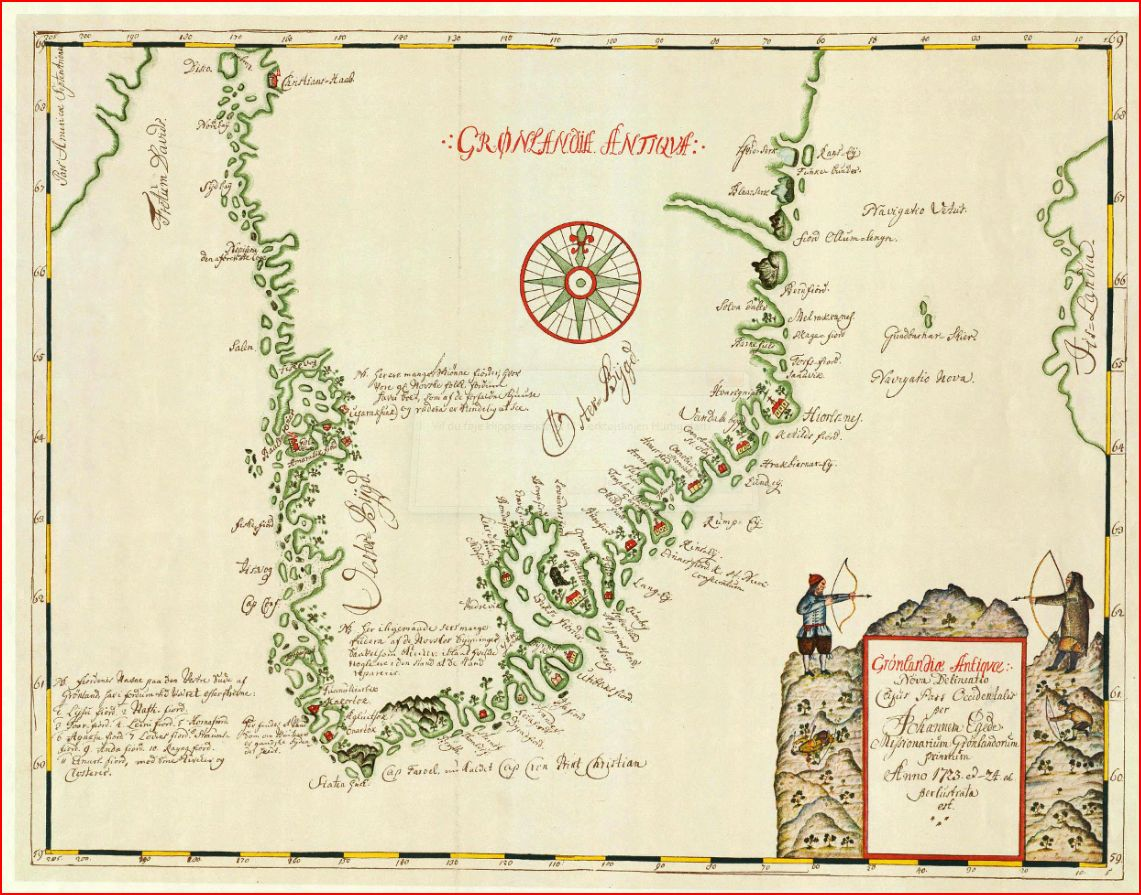
한스 에게데가 1723년에 제작한 그린란드 지도
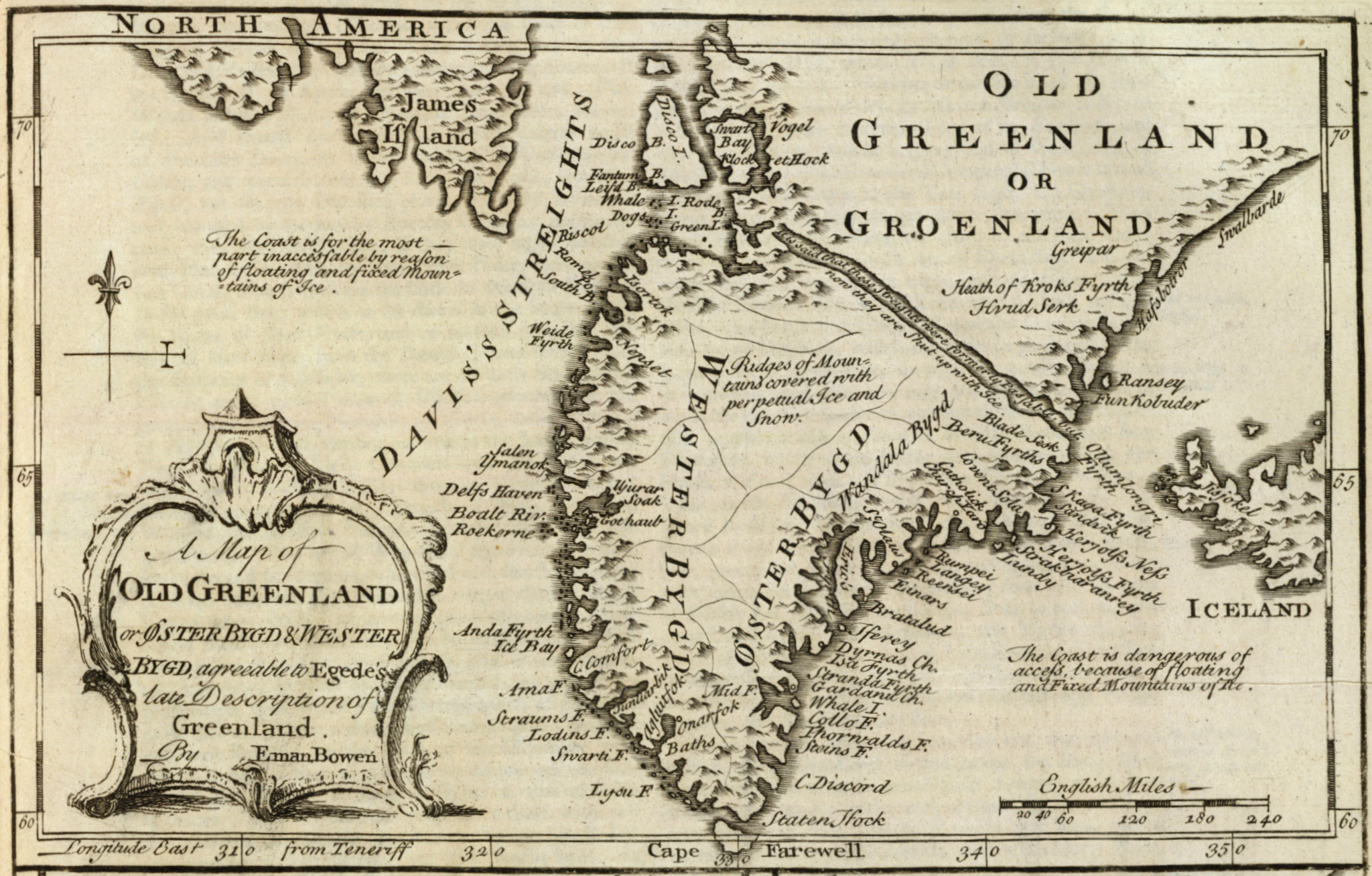
웨일스의 지도 제작자인 이매뉴얼 보언(Emanuel Bowen)이 1747년에 한스 에게데의 설명에 근거하여 제작한 그린란드 지도
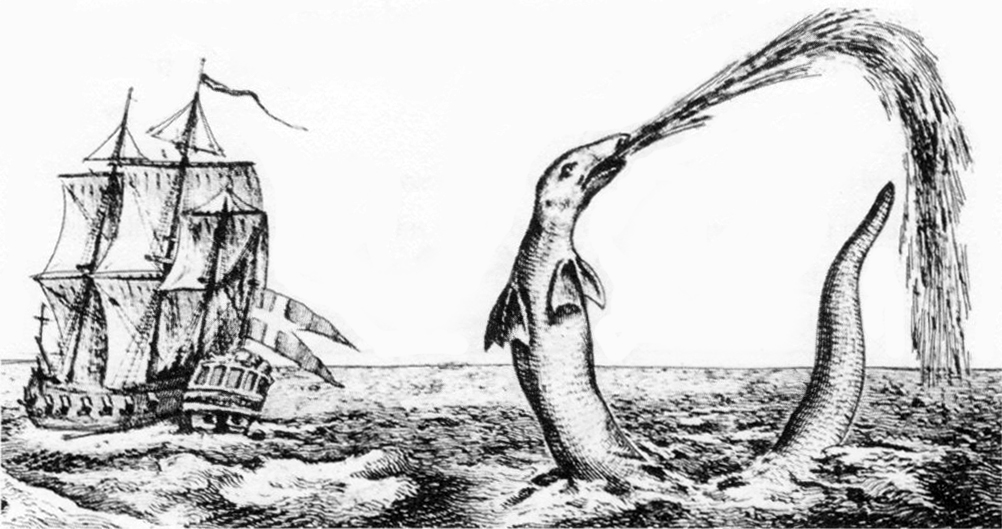
1734년에 한스 에게데가 묘사한 거대한 해룡 삽화 (대왕오징어로 추정됨)
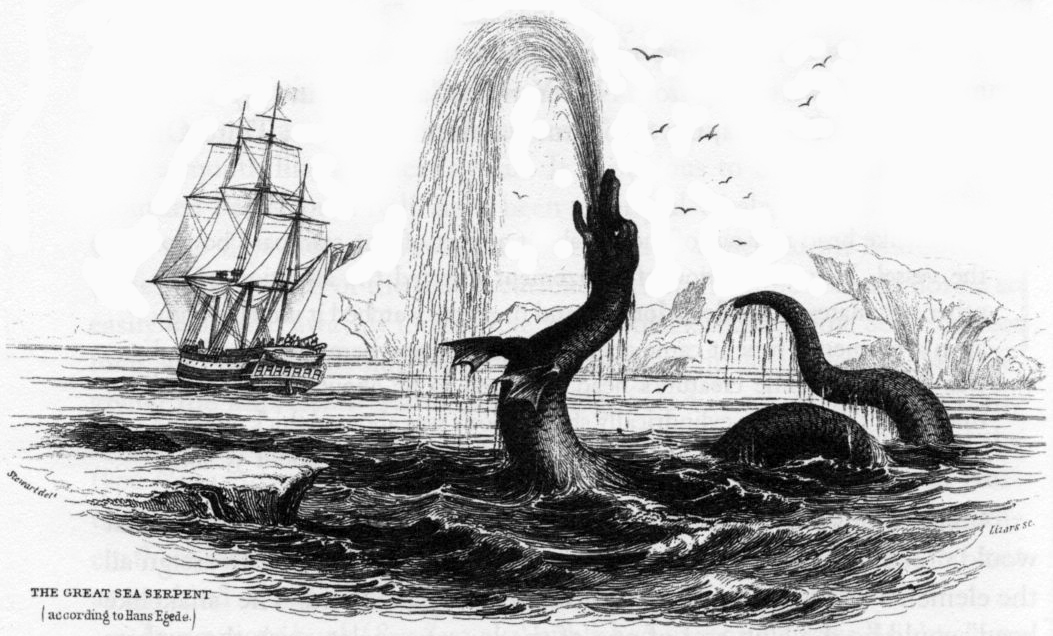
1734년에 한스 에게데가 묘사한 거대한 해룡 삽화